# Reis mandrosos
Reis mandrosos (en francès rois fainéants) era un sobrenom que van rebre els reis merovingis que van governar els regnes francs cap al final d'aquella dinastia, especialment des de la mort del rei Dagobert I, degut principalment a la seva desídia. En general, van ser reis dèbils, d'iniciativa escassa o nul·la, governats per les seves esposes i famílies, o bé víctimes d'intrigues palatines, i que prestaven escassa atenció a la política.
Així que passava el temps el funcionari encarregat de l'administració domèstica (el majordom de palau, nom derivat del director de la casa, el major domus) va anar incorporant sobre si mateix la tasca de governar. Exemples d'aquests casos era la dinastia formada per Pipí d'Héristal, Carles Martell i Pipí I el Breu.
Aquesta denominació prové d'Einhard, el biògraf de Carlemany, que els anomena així a la seva obra Vita Karoli Magni, escrita al segle IX que justificava l'ascensió al tron de la Dinastia carolíngia, perquè els merovingis "només tenien de reis el nom".
El primer que va rebre aquest nom va ser Sigebert III fill de Dagobert I, que tenia per majordoms Pipí de Landen i el seu fill Grimoald I. El rei mandrós següent va ser Clodoveu II, que tenia Erquinoald de majordom. Després hi va haver Clotari III, Khilderic II, Clodoveu IV… fins a l'últim rei merovingi, Khilderic III, que va ser deposat per Pipí I el Breu iniciant la dinastia carolíngia.